# Skhísma
Skhísma är en ort i Grekland.   Den ligger i prefekturen Nomós Lasithíou och regionen Kreta, i den sydöstra delen av landet, 400 km sydost om huvudstaden Aten. Skhísma ligger 2 meter över havet och antalet invånare är 1 968.
Terrängen runt Skhísma är kuperad västerut, men åt nordost är den platt. Havet är nära Skhísma österut.  Närmaste större samhälle är Agios Nikolaos, 7,8 km söder om Skhísma. 